# Syntermitinae
Syntermitinae (лат.) — подсемейство термитов из семейства Termitidae. Около 100 видов.

## Распространение
Встречаются, главным образом, в тропиках: Неотропика.

## Описание
Голова солдат отличается коротким или длинным носом-трубочкой, который служит для распыления химического веществ, отпугивающих врагов (муравьи и другие хищники). Жвалы солдат развиты, функционирующие. Усики имаго самок и самцов 13—21-члениковые, лабрум шире своей длины. Жвалы имаго сходны с мандибулами рабочих: апикальный зубец левой челюсти короче заднего края слитых 1—2-го маргинальных зубцов. Формула шпор голеней: 3-2-2 или 2-2-2. Усики солдат — 13—21-члениковые; каста солдат двух типов: мономорфные и диморфные. Термитники разнообразные: почвенные и в древесине, картонные и в чужих гнёздах. Некоторые их надземные насыпные постройки достигают огромных размеров. Например, термитник вида Cornitermes может иметь высоту до 4 метров.

## Систематика
15 родов, около 100 видов. Образовано американскими энтомологами Майклом Энджелом и Кумаром Кришной в 2004 году, обосновавшими его выделение на базе нескольких родов из подсемейства Nasutitermitinae.
- Acangaobitermes[5]
- Armitermes[4][6]
- Bandeiratermes (для видов Armitermes silvestrii Emerson in Snyder, 1949 и Ibitermes tellustris Constantino, 1990)[7]
- Biratermes (для вида Embiratermes robustus Constantino, 1992)[7]
- Cahuallitermes
- Cornitermes[8]
- Curvitermes[9]
- Cyrilliotermes[10]
- Embiratermes
- Ibitermes
- Labiotermes[11]
- Macuxitermes[12]
- Mapinguaritermes[4]
- Noirotitermes[13]
- Paracurvitermes[14]
- Procornitermes[15]
- Rhynchotermes[16]
  - R. bulbinasus Scheffrahn, 2010 (Колумбия)[17]
  - R. diphyes Mathews, 1977
  - R. guarany Cancello, 1997
  - R. nasutissimus (Silvestri, 1901)
  - R. nyctobius Mathews, 1977
  - R. perarmatus (Snyder, 1925)
  - R. piauy Cancello, 1997
- Silvestritermes[4]
- Syntermes[18][19]
- Uncitermes Rocha & Cancello, 2012[4]
  - U. almeriae[20]
  - U. teevani[4]
- Vaninitermes (для вида Armitermes brevinasisus Emerson & Banks, 1957 и Embiratermes ignotus Constantino, 1991)[7]